# Hundsdorf, Weitensfeld im Gurktal
Hundsdorf je naselje v Občini Weitensfeld im Gurktal v Okraju Šentvid ob Glini na Koroškem v Avstriji.